# Касарилье
Касарилье (порт. Caçarilhe)  —  район (фрегезия) в Португалии,  входит в округ Брага. Является составной частью муниципалитета  Селорику-де-Башту. По старому административному делению входил в провинцию Минью. Входит в экономико-статистический  субрегион Аве, который входит в Северный регион. Население составляет 455 человек на 2001 год. Занимает площадь 6,02 км².